# پشکل‌پشه‌واران
پشکل‌پشه‌واران (نام علمی: Scatopsoidea) نام یک بالاخانواده از فروراسته راه‌آب‌مگس‌ریختان است.